# Princesa do Brasil
Esta é uma lista de Princesas do Brasil, de 1645 a 1815, por casamento e nascimento. Este título nobiliárquico foi precedido pelo título Princesa de Portugal e sucedido pelo título Princesa Real de Portugal.
O título foi criado pelo rei João IV de Portugal, em 27 de outubro de 1645, em benefício de seu filho mais velho e herdeiro Teodósio, Príncipe do Brasil, imediatamente após Portugal ter-se liberado do domínio espanhol. No período 1645–1815, o título de Príncipe do Brasil foi sempre conferido ao herdeiro aparente do trono, que também recebia o título de Duque de Bragança. O título foi abolido com a formação do Reino Unido de Portugal, Brasil e Algarves, em 1815. Após a independência brasileira em 1822, o Brasil tornou-se Império do Brasil, e os herdeiros aparentes foram denominados a partir de então Príncipe Imperial do Brasil e Princesa Imperial do Brasil.

## Princesa do Brasil

### Por nascimento
Esta é uma relação de Princesas do Brasil por direito:
| Imagem | Nome                                    | Herdeira de | Nascimento             | Tornou-se herdeira do trono                  | Encerrou como Princesa do Brasil                 | Morte                 |
| ------ | --------------------------------------- | ----------- | ---------------------- | -------------------------------------------- | ------------------------------------------------ | --------------------- |
|        | Infanta Isabel Luísa                    | Pedro II    | 6 de janeiro de 1669   | 6 de janeiro de 1669                         | 21 de outubro de 1690 suplantada pelo irmão      | 21 de outubro de 1690 |
|        | Infanta Bárbara                         | João V      | 4 de dezembro de 1711  | 4 de dezembro de 1711                        | 19 de outubro de 1712 suplantada pelo irmão      | 27 de agosto de 1758  |
|        | Infanta Maria Francisca, depois Maria I | José I      | 17 de dezembro de 1734 | 31 de julho de 1750 Ascensão do pai como rei | 24 de fevereiro de 1777 tornou-se rainha regente | 20 de março de 1816   |

### Por casamento
Esta é uma relação de Princesas do Brasil que receberam o título por seu casamento com o Príncipe do Brasil:

-

| Imagem | Nome                        | Nascimento            | Casamento               | Tornou-se princesa                           | Marido                | Encerrou como princesa                                | Morte                  |
| ------ | --------------------------- | --------------------- | ----------------------- | -------------------------------------------- | --------------------- | ----------------------------------------------------- | ---------------------- |
|        | Mariana Vitória da Espanha  | 31 de março de 1718   | 19 de janeiro de 1729   | 19 de janeiro de 1729                        | Príncipe José         | 31 de julho de 1750 tornou-se rainha consorte         | 15 de janeiro de 1781  |
|        | Maria Benedita de Portugal  | 25 de julho de 1746   | 21 de fevereiro de 1777 | 24 de fevereiro de 1777 tornou-se Princesa   | Príncipe José         | 11 de setembro de 1788 morte do marido                | 18 de agosto de 1829   |
|        | Carlota Joaquina da Espanha | 25 de abril de 1775   | 8 de maio de 1785       | 11 de setembro de 1788 morte do cunhado José | João VI de Portugal   | 16 de dezembro de 1815 O Brasil tornou-se reino       | 7 de dezembro de 1830  |
|        | Maria Leopoldina da Áustria | 22 de janeiro de 1797 | 13 de maio de 1817      | 13 de maio de 1817                           | D. Pedro de Alcântara | 12 de outubro de 1822 O Brasil tornou-se independente | 11 de dezembro de 1826 |